# Droga wojewódzka nr 319
Droga wojewódzka nr 319 (DW319) – droga wojewódzka o długości 21 km, leżąca na obszarze województw lubuskiego i dolnośląskiego. Trasa ta łączy wieś Stare Strącze koło Sławy z Głogowem. Droga w całości leży na terenie powiatów wschowskiego i głogowskiego.

## Miejscowości leżące przy trasie DW319
- Stare Strącze (DW278)
- Krzepielów
- Kotla
- Grodziec Mały
- Głogów (DK12)